# Heliosciafyty
Heliosciafyty (též rostliny neutrální; nesprávně heliosciofyty) jsou rostliny, kterým nevadí ani zastínění ani nadměrný osvit. Příkladem může být srha laločnatá (Dactylis glomerata).